# José Raúl Capablanca
José Raúl Capablanca y Graupera (* 19. November 1888 in Havanna; † 8. März 1942 in New York) war ein kubanischer Schachspieler und Diplomat. Von 1921 bis 1927 war er der dritte Schachweltmeister.

## Leben
Capablanca war der Sohn von José María Capablanca, einem spanischen Kolonialbeamten. Er galt als Wunderkind und erlernte das Schachspielen schon mit vier Jahren. Angeblich soll er sich dies durch bloßes Zusehen bei den Spielen seines Vaters selbst beigebracht haben, was von Capablanca selbst in späteren Jahren jedoch ins Reich der Fabel verwiesen wurde. Tatsache ist jedoch, dass er bereits in sehr jungen Jahren über eine beachtliche Spielstärke verfügte.

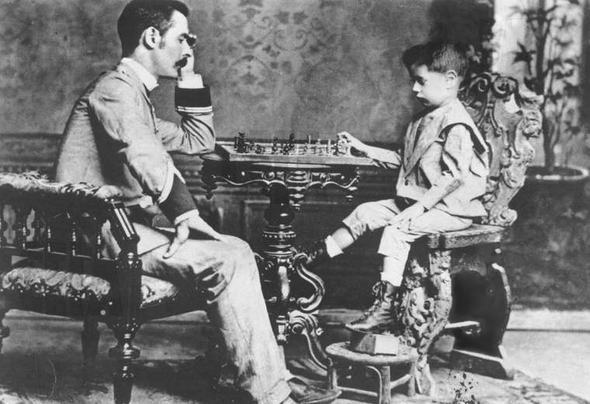
Capablanca als Kind beim Schachspielen mit seinem Vater José María Capablanca in 1892

Capablanca gewann im Alter von zwölf Jahren einen Wettkampf gegen den kubanischen Landesmeister Juan Corzo 4:3 bei sechs Remis. Später studierte er an der Columbia University in New York Chemie und Sport. Im Jahr 1909 gewann er einen Wettkampf gegen den führenden amerikanischen Meister Frank Marshall deutlich mit 8-1 bei 14 Remisen. Der internationale Durchbruch gelang ihm beim Turnier in San Sebastián 1911, welches er vor bekannten Meistern wie Akiba Rubinstein, Milan Vidmar und Carl Schlechter gewann. Ab 1913 stand er im diplomatischen Dienst Kubas, konnte sich aber de facto völlig dem Schach widmen.

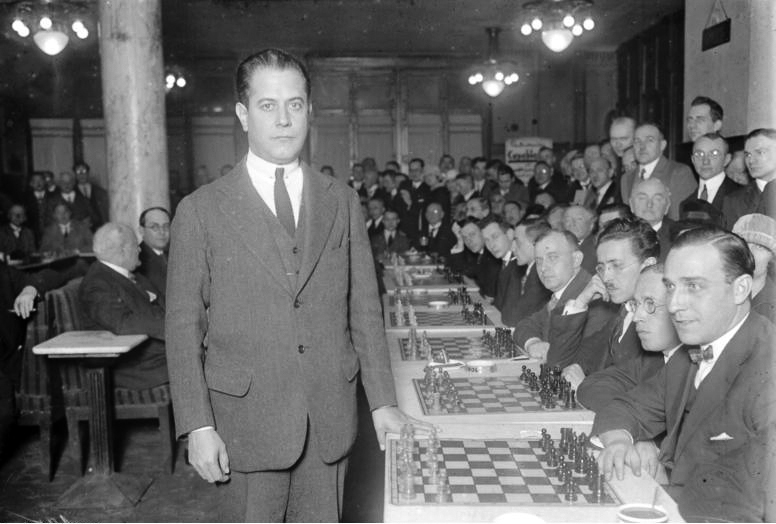
Capablanca bei einer Simultan-Vorstellung an 30 Brettern in Berlin (Juni 1929)

Im April/Mai 1914 fand in St. Petersburg eines der bedeutendsten Turniere der Schachgeschichte statt. Capablanca erreichte im allgemeinen Turnier einen Vorsprung von 1 ½ Punkten gegenüber Weltmeister Emanuel Lasker. Lasker machte im Siegerturnier der besten fünf Spieler jedoch den Rückstand wieder wett, besiegte Capablanca und wurde mit 13 ½ Punkten aus 18 Partien, einen halben Punkt vor Capablanca, Turniersieger.

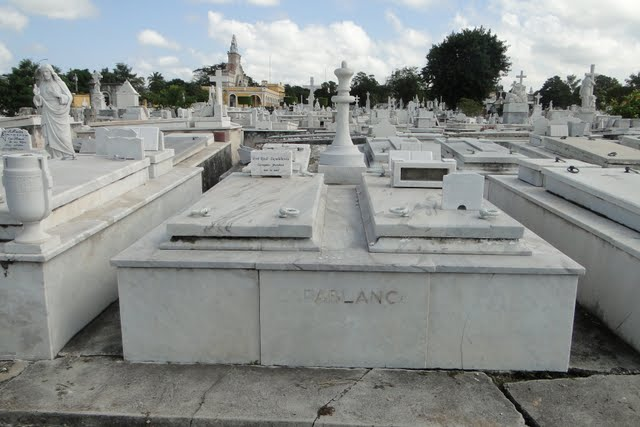
Das Grab von José Raúl Capablanca

1921 gewann Capablanca in einem Wettkampf gegen Lasker (4 Siege, 10 Unentschieden, keine Niederlage) den Weltmeistertitel. Diesen verlor er 1927 in Buenos Aires an Alexander Aljechin (3:6 bei 25 Remispartien). Zu einem Revanchekampf kam es nicht mehr, da sich Capablanca und Aljechin nicht auf die Modalitäten einigen konnten; manche Autoren sprechen davon, dass Aljechin einem Revanchekampf bewusst auswich.
Capablanca gehörte noch bis Mitte der 1930er Jahre zur Weltspitze. So gewann er 1936 stark besetzte Turniere in Moskau (alleiniger Sieger vor Botwinnik) und Nottingham (geteilt mit Botwinnik). Während des AVRO-Turniers 1938 erlitt er einen ersten leichten Schlaganfall, war dadurch beeinträchtigt und belegte nur den vorletzten Platz.
Im Jahr 1942 erlitt Capablanca beim Kiebitzen im Manhattan Chess Club einen weiteren Schlaganfall, von dem er sich nicht mehr erholte. Er starb in derselben Klinik wie Lasker ein Jahr zuvor. Seine letzte Ruhestätte befindet sich auf dem Kolumbus-Friedhof von Havanna.
Ehen:
Capablanca heiratete 1921 seine erste Ehefrau Gloria Simioni y Betancourt, mit der er wenige Monate vor der Ehe durch den kubanischen Minister Gonzalo de Quesada bekanntgemacht worden war. Sie stammte aus einer Familie kubanischer Patrioten, die für ihre Verdienste im Unabhängigkeitskrieg ausgezeichnet worden war. Die Ehe, aus der zwei Kinder hervorgingen, wurde 1937 geschieden. Am 20. Oktober 1938 heiratete er in New York seine zweite Ehefrau Olga Chagodaev (geb. Choubaroff) (* 23. September 1898 in Georgien, † 24. April 1994 in Manhattan), eine russische Prinzessin, die er 1934 kennengelernt hatte.

## Spiel
|   | a | b | c | d | e | f | g | h |   |
| 8 |   |   |   |   |   |   |   |   | 8 |
| 7 |   |   |   |   |   |   |   |   | 7 |
| 6 |   |   |   |   |   |   |   |   | 6 |
| 5 |   |   |   |   |   |   |   |   | 5 |
| 4 |   |   |   |   |   |   |   |   | 4 |
| 3 |   |   |   |   |   |   |   |   | 3 |
| 2 |   |   |   |   |   |   |   |   | 2 |
| 1 |   |   |   |   |   |   |   |   | 1 |
|   | a | b | c | d | e | f | g | h |   |

Schwarz am Zug
Capablancas Stil war sehr solide. Er spielte mit großer Leichtigkeit und galt in seiner besten Zeit zwischen 1914 und 1924 als kaum zu schlagen. Er selbst behauptete, in Endspielen bis zu 25 Züge (nicht Halbzüge) vorauszurechnen. Wegen seines präzisen Spiels wurde Capablanca auch die Schachmaschine genannt. Von 1914 bis 1927 verlor er nur fünf Turnierpartien, von 578 ernsten Partien insgesamt nur 36.
Neben seiner hervorragenden Technik war Capablanca auch für seine sogenannten „petites combinaisons“ bekannt: kurzzügige, nicht besonders komplizierte Kombinationen, die aber weit im Voraus gesehen werden mussten. Ein Beispiel aus Capablancas Jugendzeit ist seine Partie gegen Ettlinger, die 1907 in New York gespielt wurde. In der Diagrammstellung folgte 1. … Sa5–c4 Ein Bauernopfer, um den König über das Feld d5 aktivieren zu können. 2. Se3xc4 d5xc4 3. Tb4xc4 Ke6–d5 4. Tc4–c8 Kd5–e4 5. Tc8–e8+ Ke4–d3 6. Te8xe2 f3xe2+ Überflüssige Figuren wurden abgetauscht, der schwarze König dringt in die Stellung ein und unterstützt den weit vorgerückten Freibauern. 7. Kd1–e1 Lb6–c7 8. Ld2–f4 Lc7–a5 9. Lf4–d2 f5–f4! Eine petite combinaison. Weiß kann weder das weitere Vorrücken dieses Bauern zulassen, noch ihn mit dem Läufer schlagen, da der Bauer c3 hängt. 10. g3xf4 La5–d8 Die Pointe, es droht entscheidend Lh4 matt. Weiß gab auf.
Capablanca war überzeugt, Schach werde seinen Reiz verlieren, wenn künftig aufgrund der hohen Spieltechnik der Schachmeister die meisten Partien remis endeten („Remistod“ des Schachspiels). Daher schlug er eine Schachvariante auf einem größeren Brett mit zusätzlichen Figuren vor, um das Spiel noch komplizierter zu gestalten. Zwar setzte sich diese Variante nicht durch, einige moderne Varianten zum herkömmlichen Schach bauen aber auf ihr auf. Die weitere Entwicklung zeigte aber, dass Capablanca die Komplexität des Schachspiels unterschätzt hatte; bis heute ist seine Befürchtung des Remistods, auch unter Berücksichtigung der enormen Spielstärke des Computerschachs, nicht Wirklichkeit geworden.
Seine höchste historische Elo-Zahl von 2877 erreichte Capablanca im Mai 1921 nach dem Gewinn der Weltmeisterschaft gegen Lasker.

## Partien
- Capablanca – Bernstein, San Sebastián 1911
- Lasker – Capablanca, St. Petersburg 1914
- Capablanca – Marshall, New York 1918
- Botwinnik – Capablanca, Rotterdam 1938

## Liste der Turnier- und Wettkampfergebnisse
| Jahr      | Turnier                                                        | Ort                                                                                            | Ergebnis/Punktezahl                                  | Rang |
| --------- | -------------------------------------------------------------- | ---------------------------------------------------------------------------------------------- | ---------------------------------------------------- | --- |
| 1901      | Wettkampf gegen Juan Corzo                                     | Havanna                                                                                        | 7/13 (+4 =6 −3)                                      | Capablanca siegt mit 7-6 |
| 1906      | Kurzwettkampf mit Robert Raubitschek                           | New York City                                                                                  | 2/2 (+2 =0 −0)                                       | Capablanca siegt mit 2-0 |
| 1906      | Mannschaftskämpfe der Universitäten                            | New York City                                                                                  | 4,5/5 (+4 =1 −0)                                     | Capablanca spielte für die New Yorker Columbia University.                                                                    |
| 1909      | Wettkampf gegen Frank James Marshall                           | New York City                                                                                  | 15/23 (+8 =14 −1)                                    | Capablanca siegte mit 15-8 |
| 1910      | Meisterschaft der New York State Chess Association             | New York City                                                                                  | unbekannt                                            | 1. Platz |
| 1911      | Meisterschaft der New York State Chess Association             | New York City                                                                                  | 9,5/12 (+8 =3 −1)                                    | 2. Platz |
| 1911      | Internationales Turnier                                        | San Sebastián                                                                                  | 9,5/14 (+6 =7 −1)                                    | 1. Platz |
| 1913      | Wettkampf mit Charles Jaffé                                    | New York City                                                                                  | 2,5/3 (+2 =1 −0)                                     | Jaffé gab auf beim Stand von 2,5-0,5 für Capablanca.                                                                          |
| 1913      | Meisterschaft der New York State Chess Association             | New York City                                                                                  | 11/13 (+10 =2 −1)                                    | 1. Platz |
| 1913      | Internationales Turnier                                        | Havanna                                                                                        | 10/14 (+8 =4 −2)                                     | 2. Platz |
| 1913      | Rice-Gedenkturnier                                             | New York City                                                                                  | 13/13 (+13 =0 −0)                                    | 1. Platz |
| 1914      | Internationales Turnier                                        | Sankt Petersburg                                                                               | 13/18 (+10 =6 −2)                                    | 2. Platz |
| 1915      | Meisterschaft der New York State Chess Association             | New York City                                                                                  | 13/14 (+12 =2 −0)                                    | 1. Platz |
| 1916      | Rice-Gedenkturnier                                             | New York City                                                                                  | 14/17 (+12 =4 −1)                                    | 1. Platz |
| 1918      | Manhattan-Turnier                                              | New York City                                                                                  | 10,5/12 (+9 =3 −0)                                   | 1. Platz |
| 1919      | Wettkampf mit Boris Kostić                                     | Havanna                                                                                        | 5/5 (+5 =0 −0)                                       | Capablanca siegte mit 5-0 |
| 1919      | Internationales Turnier                                        | Hastings                                                                                       | 10,5/11 (+10 =1 −0)                                  | 1. Platz |
| 1921      | Wettkampf um die Weltmeisterschaft gegen Emanuel Lasker        | Havanna                                                                                        | 9/14 (+4 =10 −0)                                     | Lasker gab den Wettkampf beim Stande von 5-9 auf (es wurde auf 6 Gewinnpartien gespielt), Capablanca wurde neuer Weltmeister. |
| 1922      | Internationales Turnier                                        | London                                                                                         | 13/15 (+11 =4 −0)                                    | 1. Platz |
| 1924      | Internationales Turnier                                        | New York City                                                                                  | 14,5/20 (+10 =9 −1)                                  | 2. Platz |
| 1925      | Internationales Turnier                                        | Moskau                                                                                         | 13,5/20 (+9 =9 −2)                                   | 3. Platz |
| 1926      | Internationales Turnier                                        | Lake Hopatcong                                                                                 | 6/8 (+4 =4 −0)                                       | 1. Platz |
| 1927      | Internationales Turnier                                        | New York City                                                                                  | 14/20 (+8 =12 −0)                                    | 1. Platz |
| 1927      | Wettkampf um die Weltmeisterschaft gegen Alexander Aljechin    | Buenos Aires                                                                                   | 15,5/34 (+3 =25 −6)                                  | Aljechin gewinnt mit 18,5-15,5 und wird neuer Weltmeister.                                                                    |
| 1928      | Internationales Turnier                                        | Bad Kissingen                                                                                  | 7/11 (+4 =6 −1)                                      | 2. Platz |
| 1928      | Internationales Turnier                                        | Berlin                                                                                         | 8,5/12 (+5 =7 −0)                                    | 1. Platz |
| 1928      | Internationales Turnier                                        | Budapest                                                                                       | 7/9 (+5 =4 −0)                                       | 1. Platz |
| 1929      | Internationales Mannschaftsturnier: England-Ausländische Gäste | Ramsgate                                                                                       | 5,5/7 (+4 =3 −0)                                     | Capablanca spielte für die Gäste                                                                                              |
| 1929      | Internationales Turnier                                        | Budapest                                                                                       | 10,5/13 (+8 =5 −0)                                   | 1. Platz |
| 1929      | Internationales Turnier                                        | Karlsbad                                                                                       | 14,5/21 (+10 =9 −2)                                  | 2.–3. Platz (geteilt mit Rudolf Spielmann)                                                                                    |
| 1929      | Internationales Turnier                                        | Barcelona                                                                                      | 13,5/14 (+13 =1 −0)                                  | 1. Platz |
| 1929/1930 | Internationales Turnier                                        | Hastings                                                                                       | 6,5/9 (+4 =5 −0)                                     | 1. Platz |
| 1930/1931 | Internationales Turnier                                        | Hastings                                                                                       | 6,5/9 (+5 =3 −1)                                     | 2. Platz |
| 1931      | Wettkampf mit Max Euwe                                         | Amsterdam                                                                                      | 6/10 (+2 =8 −0)                                      | Capablanca gewinnt mit 6-4 |
| 1931      | Meisterturnier                                                 | New York City                                                                                  | 10/11 (+9 =2 −0)                                     | 1. Platz |
| 1934/1935 | Internationales Turnier                                        | Hastings                                                                                       | 5,5/9 (+4 =3 −2)                                     | 4. Platz |
| 1935      | Internationales Turnier                                        | Moskau                                                                                         | 12/19 (+7 =10 −2)                                    | 4. Platz |
| 1935      | Internationales Turnier                                        | Margate                                                                                        | 7/9 (+6 =2 −1) Niederlage gegen Reshevsky            | 2. Platz |
| 1936      | Internationales Turnier                                        | Margate                                                                                        | 7/9 (+5 =4 −0)                                       | 2. Platz |
| 1936      | Internationales Turnier                                        | Moskau                                                                                         | 13/18 (+8 =10 −0)                                    | 1. Platz |
| 1936      | Internationales Turnier                                        | Nottingham                                                                                     | 10/14 (+7 =6 −1)                                     | 1.–2. Platz (geteilt mit Michail Botwinnik)                                                                                   |
| 1937      | Internationales Turnier                                        | Semmering, Baden bei Wien                                                                      | 7,5/14 (+2 =11 −1) Niederlage gegen Eliskases        | 3.–4. Platz (geteilt mit Samuel Reshevsky)                                                                                    |
| 1938      | Meisterturnier                                                 | Paris                                                                                          | 8/10 (+6 =4 −0)                                      | 1. Platz |
| 1938      | AVRO-Turnier                                                   | Amsterdam, Den Haag, Rotterdam, Groningen, Zwolle, Haarlem, Utrecht, Arnheim, Breda und Leiden | 6/14 (+2 =8 −4) Niederlagen gegen Keres, Euwe, u. a. | 7. Platz |
| 1939      | Internationales Turnier                                        | Margate                                                                                        | 6,5/9 (+4 =5 −0)                                     | 2.–3. Platz (geteilt mit Salo Flohr)                                                                                          |
| 1939      | Schacholympiade                                                | Buenos Aires                                                                                   | 11,5/16 (+7 =9 −0)                                   | Capablanca spielte am ersten Brett für Kuba                                                                                   |

## Die Capablanca-Hagenlocher-Legende
Es kursiert die Anekdote, Capablanca habe mit dem Karambolagespieler Erich Hagenlocher in den 1920er Jahren einen Mini-Wettkampf im Billard und Schach, jeweils mit Handicap, geführt. Untersuchungen von Chess History zufolge handelt es sich jedoch um einen Silversterscherz Hans Klüvers in Die Welt 1951.

## Film
- Schachfieber (1925) mit Capablanca als Nebendarsteller in der Filmhumoreske

## Philatelie
Am 1. November 1951 erschienen anlässlich des dreißigjährigen Jubiläums seines Sieges über Lasker 5 Briefmarken. Abgebildet sind Capablanca selbst, das Gebäude des Capablanca-Klubs in Havanna sowie eine Schachstellung.

## Gedenken
Seit 1962 findet in Havanna jährlich das Turnier „Memorial Capablanca“ (auch unter dem Namen „Capablanca In Memoriam“ bekannt) statt. Im Jahr 2021 gab es coronabedingt erstmals eine Online-Version des Turniers.

## Werke
- My chess career. Bell & Sons, London und Macmillan, New York 1920
  - Meine Schachkarriere. Übersetzt von György Bonta. Bonta, Aachen 1981
- Chess fundamentals. Harcourt, Brace & Co., New York und Bell, London 1921
  - Grundzüge der Schachstrategie. Übersetzt von Georg Wiarda. De Gruyter, Berlin 1927. Mehrfach wieder aufgelegt bei Joachim Beyer, Eltmann
- A Primer of Chess. Harcourt, New York und Bell, London 1935
- Ultimas lecciones de ajedrez. Ricardo Aguilera, Madrid 1942
  - Letzte Schachlektionen. Übersetzt von Werner Lauterbach. Rau, Düsseldorf/Kempten 1967. Wieder aufgelegt bei Joachim Beyer, Eltmann